# ویتچهامپتون
ویتچهامپتون (به انگلیسی: Witchampton) یک روستا و محله مدنی در بریتانیا است که در دورست شرقی واقع شده‌است. ویتچهامپتون ۳۹۸ نفر جمعیت دارد.